# Museo Diocesano de Arte Religioso
Museo Diocesano de Arte Religioso – małe muzeum sztuki znajdujące się w murach pałacu biskupiego w Cuenca, w Hiszpanii. 
Pałac Biskupi, w którym znajduje się muzeum został wybudowany już w XII wieku. Samo muzeum powstało w 1979 roku i mieści się na trzech piętrach pałacu. Pomieszczenia, za sprawą architekta Fernanda Barja Nogueroli, zostały przystosowane do potrzeb kolekcji z zachowaniem zabytkowej konstrukcji i elewacji budynku oraz starych napisów i herbów biskupich. 

## Kolekcja
Muzeum posiada największe zbiory sztuki sakralnej w całej prowincji. Do cennych eksponatów należą dywany z XVI i XVIII wieku, XVI wieczne gobeliny oraz rzeźby z drewna polichromowanego i artystyczne wyroby ze srebra. W kolekcji znajdują się również obrazy starych mistrzów m.in. El Greca (Chrystus z krzyżem , Chrystus w Ogrójcu (obraz El Greca) ), Gerarda Davida czy Juana de Borgoña.